# Antoni Aguadé Granell
Antoni Aguadé Granell (Reus, 28 de desembre de 1890 - 12 de juny de 1956) va ser un pintor i escultor català.
Fill d'un petit industrial reusenc, va assistir a l'escola municipal de dibuix, on el 1905 va obtenir un premi destacat. D'esperit inquiet, el 1917 va tornar de París després de visitar Berlín i Roma, on l'havien portat les seves recerques en pintura, malgrat la guerra mundial. Cap al 1920 obrí a Reus una acadèmia de pintura i escultura al raval de Jesús, i va exposar la seva obra escultòrica a diverses sales de la ciutat i de Tarragona. La seva pintura tenia una molt bona tècnica pel que fa al dibuix, i uns tons grisos que segons un crític eren «parisencs».
Com a escultor, la seva obra està molt ben executada, i, segons el periòdic Foment, expressa més «les emocions del propi esperit que els models al natural». L'any 1938, per encàrrec de l'ajuntament republicà, va realitzar una maqueta per un monument en forma d'obelisc de gran alçada amb una estrella de cinc puntes al capdamunt que es podia il·luminar, que l'alcalde Ramir Ortega havia encarregar a l'arquitecte Josep Simó com a tribut d'homenatge als morts cent anys enrere al Combat de Morell i Vilallonga el mes de març de 1838. Tornat a Reus en la immediata postguerra, després d'un curt exili a França, va restaurar la Creu de la Plaça de la Sang, destruïda el 1936 i va esculpir, a partir de fotografies de l'original, la imatge de Sant Pere que hi ha a la fornícula de damunt la porta de l'església Prioral.